# Tổng thống Ý
Tổng thống Ý là nguyên thủ quốc gia Ý. Nhiệm kỳ tổng thống là bảy năm. Tổng thống Ý đại diện sự thống nhất dân tộc và đảm bảo rằng nền chính trị Ý tuân thủ theo hiến pháp Ý.
Tổng thống thực hiện nhiệm vụ như điểm kết nối 3 ngành: Được bầu bởi cơ quan lập pháp, bổ nhiệm Thủ tướng điều hành hành pháp, và là chủ tịch ngành tư pháp. Ngoài ra còn là Tổng tư lệnh các lực lượng vũ trang.

## Trình độ chuyên môn
Những người soạn thảo Hiến pháp Ý cho rằng Tổng thống cần là một chính khách cao tuổi có vị thế. Theo điều 84 của hiến pháp Ý, bất kỳ công dân Ý nào đủ 50 tuổi vào ngày bầu cử và có quyền dân sự và chính trị có thể được bầu làm tổng thống.
Những người đang nắm giữ bất kỳ chức vụ nào đều bị ngăn cản trở thành Tổng thống, trừ khi họ miễn nhiệm chức vụ của họ được bầu trước đây.
Mặc dù Hiến pháp không quy định giới hạn nhiệm kỳ. Nhưng không có vị Tổng thống nào có nhiệm kỳ thứ 2 trừ Tổng thống Napolitano được bầu lại năm 2013. Khi đó đã đồng ý với nhiệm kỳ 2 vì Nghị viện bế tắc trong việc bầu cử Tổng thống. Nhưng ông không thực hiện hết nhiệm kỳ của mình và đã về hưu tháng 1/2015. 

## Bầu cử
Tổng thống nước Cộng hòa được bầu bởi Quốc hội trong một phiên họp chung của Hạ viện Ý và Thượng viện Ý. Ngoài ra, 20 vùng của Ý cử 58 đại diện cử tri đặc biệt. Ba đại diện đến từ mỗi vùng, ngoại trừ Aosta Valley chỉ định một vị, các đại diện được bầu bởi Hội đồng Khu vực để đảm bảo quyền đại diện cho tất cả các địa phương và các dân tộc thiểu số.
Theo hiến pháp, cuộc bầu cử phải được tổ chức theo hình thức bỏ phiếu kín, với 315 thượng nghị sĩ, 630 đại biểu hạ và 58 đại diện khu vực bỏ phiếu. Tỷ lệ 2/3 số phiếu cần thiết để bầu trên bất kỳ ba vòng bỏ phiếu đầu tiên, sau đó là 1/2, và vòng cuối chỉ cần đa số phiếu là đủ. Cuộc bầu cử được chủ trì bởi Chủ tịch Hạ viện, người kêu gọi kiểm công khai kiểm phiếu. Việc bỏ phiếu được tổ chức tại Palazzo Montecitorio, trụ sở của Hạ viện.
Tổng thống nhậm chức sau khi đã thực hiện một lời tuyên thệ trước Quốc hội và đọc diễn văn tổng thống.
Tổng thống được bầu duy nhất chỉ trong 1 vòng là Francesco Cossiga và Carlo Azeglio Ciampi. Sau đó Tổng thống Ciampi được Giorgio Napolitano thay thế trong cuộc bầu cử ngày 10/5/2006.

## Nhiệm kỳ
Tổng thống có nhiệm kỳ 7 năm, điều này ngăn cản bất cứ Tổng thống tái đắc cử của viện tương tự với nhiệm kỳ 5 năm, và cấp một số quyển tự do từ các mối quan hệ chính trị quá độ đến cơ quan bổ nhiệm.
Nhiệm kỳ của Tổng thống có thể kết thúc khi:
- Từ chức;
- Mất;
- Bị thương tật vĩnh viễn không thể đảm đương;
- Miễn nhiễm, như đối với tội danh phản quốc hoặc vi hiến;

Cựu Tổng thống được gọi Tổng thống danh dự và được bổ nhiệm Thượng nghị sĩ suốt đời.
Khi Tổng thống vắng mặt, Chủ tịch thượng viện đảm nhiệm chức vụ của Tổng thống.

## Quyền hạn
Hiến pháp quy định nhiệm vụ và quyền hạn của Tổng thống:
1. Đối ngoại
  - Ủy nhiệm và tiếp nhận đại sứ ngoại giao
  - Phê chuẩn Hiệp ước Quốc tế theo ủy quyền của Nghị viện (nếu có yêu cầu được quy định tại điều 80 Hiến pháp Ý)
  - Tổ chức chuyến thăm nước ngoài, hộ tống bởi thành viên Chính phủ
  - Tuyên chiến theo ủy quyền của Nghị viện
2. Đối nội
  - Bổ nhiệm 5 thượng nghĩ sĩ suốt đời
  - Triệu tập Hạ viện với phiên họp bất thường hoặc giải tán Hạ viện
  - Kêu gọi bầu cử và định ngày cho phiên họp đầu tiên của Hạ viện
3. Lập pháp
  - Ủy quyền giới thiệu dự thảo của Chính phủ đến Nghị viện
  - Công bố luật do Nghị viện thông qua
  - Gửi trả đến Hạ viện (với lời giải thích) và yêu cầu xem xét một dự luật (được phép giới hạn 1 lần cho 1 dự luật)
4. Quyền phổ biến
  - Kêu gọi trưng cầu dân ý
5. Hành pháp và nghi thức ngoại giao
  - Bổ nhiệm Thủ tướng và các Bộ trưởng theo lời đề nghị của Thủ tướng
  - Chấp thuận lời tuyên thệ Chính phủ
  - Tiếp nhận sự từ chức của Chính phủ
  - Ban hành luật bằng nghị định, được chính phủ đề nghị độc lập. Những nghị định này trừ Nghị viện chứng nhận đều hết hạn trong 60 ngày
  - Bổ nhiệm một số viên chức cao cấp
  - Chủ trì Consiglio Supremo di Difesa (Hội đồng Quốc phòng Tối cao) và chỉ huy các lực lượng vũ trang
  - Ra nghị định giải tán Hội đồng vùng và miễn nhiệm Thống đốc vùng
6. Tư pháp
  - Chủ trì Consiglio Superiore della Magistratura (Hội đồng Tư pháp tối cao)
  - Bổ nhiệm 1/3 của Tòa án Hiến pháp
  - Ban ân xá hoặc giảm án

Trên thực tế chức vụ Tổng thống chủ yếu, cho dù không hoàn toàn mang tích chất lễ nghi. Hiến pháp quy định rằng mọi quyết định của Tổng thống phải được thành viên của Chính phủ ký tiếp (hoặc Thủ tướng hoặc cá nhân bộ trưởng), hầu hết quyết định của Tổng thống mang tích chất nghi thức và trách nhiệm chính trị thực sự thuộc về Chính phủ. Tuy nhiên quyền ân xá và giảm án là đặc quyền độc lập của Tổng thống.

## Kế nhiệm
Điều 86 Hiến pháp quy định, trong mọi trường hợp Tổng thống không đủ khả năng đảm đương trách nhiệm, thì Chủ tịch Thượng viện có vai trò là Quyền Tổng thống.
Trong trường hợp không thể đảm nhiệm, qua đời hoặc từ chức Tổng thống, Chủ tịch Hạ viện sẽ triệu tập cuộc bầu cử Tổng thống mới trong vòng 15 ngày, mặc dù nhiệm kỳ dài hơn dự tính trong thời gian Nghị viện giản tán hoặc 3 tháng trước khi giải tán.

## Cư trú
Tổng thống cư trú tại cung điện Quirinal tại Rome, và có toàn quyền sử dụng tại Castelporziano, gần Rome, và Villa Rosebery, tại Naples.